# Gaius Valerius Paullinus
Gaius Valerius Paullinus war ein im 2. Jahrhundert n. Chr. lebender römischer Politiker. In einem der Militärdiplome kommt die Namensvariante Gaius Valerius Paulinus vor.
Durch Militärdiplome, die z. T. auf den 24. November 107 datiert sind, ist belegt, dass Paullinus 107 zusammen mit Gaius Iulius Longinus Suffektkonsul war; die beiden übten das Amt vom 1. September bis zum 31. Dezember aus. Sein Name ist auch in den Fasti Ostienses partiell erhalten.